# Helen Lesnick
Helen Lesnick est une actrice, réalisatrice, scénariste et productrice américaine.

## Filmographie
Actrice
- 1994 : American Cyborg: Steel Warrior : Carp
- 1996 : Mindbender (téléfilm) : la petite amie du père
- 2001 : A Family Affair : Rachel Rosen

Réalisatrice
- 2001 : A Family Affair
- 2003 : Inescapable

Scénariste
- 2001 : A Family Affair
- 2003 : Inescapable

Producteur exécutif
- 2001 : A Family Affair

## Récompenses et nominations
Récompenses
- 2002 : Barcelona International Gay & Lesbian Film Festival - Best Feature : A Family Affair
- 2002 : Philadelphia International Gay & Lesbian Film Festival - Feature : A Family Affair
- 2003 : Phoenix Out Far! Lesbian and Gay Film Festival - Best Feature Film : A Family Affair